# Maria Usifo
Maria Usifo (sinh ngày 1 tháng 8 năm 1964) là một vận động viên người Nigeria đã nghỉ hưu, chuyên vượt rào 100 và 400 mét.

## Giải đấu quốc tế
| Năm                  | Giải đấu             | Địa điểm             | Thứ hạng             | Nội dung             | Chú thích            |
| Representing Nigeria | Representing Nigeria | Representing Nigeria | Representing Nigeria | Representing Nigeria | Representing Nigeria |
| -------------------- | -------------------- | -------------------- | -------------------- | -------------------- | -------------------- |
| 1987                 | All-Africa Games     | Nairobi, Kenya       | 1st                  | 100 m hurdles        | 13.29                |
| 1987                 | All-Africa Games     | Nairobi, Kenya       | 1st                  | 400 m hurdles        | 55.72                |

- Giải vô địch châu Phi 1989 - huy chương vàng (400 mh)
- Giải vô địch châu Phi 1988 - huy chương vàng (100 mh)
- Giải vô địch châu Phi 1988 - huy chương vàng (400 mh)
- Giải vô địch châu Phi 1985 - huy chương vàng (100 mh)
- Giải vô địch châu Phi 1985 - huy chương bạc (400 mh)
- Giải vô địch châu Phi 1984 - huy chương vàng (100 mh)